# Cristo Rey la Selva
Cristo Rey la Selva är en ort i Mexiko.   Den ligger i kommunen Santiago Camotlán och delstaten Oaxaca, i den sydöstra delen av landet, 400 km sydost om huvudstaden Mexico City. Cristo Rey la Selva ligger 288 meter över havet och antalet invånare är 137.
Terrängen runt Cristo Rey la Selva är kuperad åt nordost, men åt sydväst är den bergig. Runt Cristo Rey la Selva är det ganska glesbefolkat, med 27 invånare per kvadratkilometer. Närmaste större samhälle är Ayotzintepec, 8,0 km norr om Cristo Rey la Selva. I omgivningarna runt Cristo Rey la Selva växer i huvudsak städsegrön lövskog.